# Zwartbrauwalcippe
De zwartbrauwalcippe of zwartbrauwnontimalia (Alcippe grotei) is een zangvogel uit de familie Alcippeidae. Deze vogel werd al in 1926 door de Amerikaans/Franse vogelkundige Jean Théodore Delacour beschreven als ondersoort Alcippe nipalensis major. Tien jaar later veranderde Delacour de naam omdat anders een conflict met de  nomenclatuurregels dreigde en koos hij voor Alcippe nipalensis grotei, genoemd naar de Duitse ornitholoog Hermann Grote.

## Herkenning
De vogel is 15,5 tot 16,5 cm lang. De vogel lijkt sterk op de Nepalese alcippe maar is gemiddeld drie centimeter groter. Het is een onopvallende grijsbruine vogel met een grijze kop en een donkere wenkbrauwstreep die doorloopt tot achter op de kop. De onderzijde is lichtgrijs, de flanken zijn lichtbruin.

## Verspreiding en leefgebied
Deze soort komt voor in Indochina en telt twee ondersoorten:
- A. g. eremita: zuidoostelijk Thailand.
- A. g. grotei: oostelijk Cambodja, centraal en zuidelijk Laos en Vietnam.

De leefgebieden liggen in natuurlijk tropisch bos op hoogten tussen de nul en 1200 meter boven zeeniveau..

## Status
De grootte van de populatie is niet gekwantificeerd maar de soort wordt omschreven als algemeen tot zeer algemeen. Op de Rode lijst van de IUCN heeft deze soort de status niet bedreigd.